# Mick Whitley
Michael Whitley (* 17. listopadu 1951 Birkenhead) je britský politik, který je od roku 2019 členem parlamentu za Birkenhead. Je členem Labouristické strany.

## Raný život a kariéra
Narodil se v nemocnici svaté Kateřiny v Birkenheadu a vyrůstal ve Woodchurch. Jeho otec a někteří z jeho bratrů pracovali v lodním průmyslu. Po působení u Merchant Navy pracoval pro společnost Vauxhall Motors, kde se stal odborovým organizátorem. Později se stal regionálním tajemníkem odboru Unite.

## Parlamentní kariéra
Ve všeobecných volbách v roce 2019 byl zvolen členem parlamentu za Birkenhead. Porazil Franka Fielda, bývalého labouristického politika. Field se po 40 letech ve funkci člena parlamentu za Birkenhead rozhodl kandidovat jako nezávislý kandidát. Whitley získal mandát s podílem 59 % hlasů, což je o 17,8 % méně než výsledek, kterého Field dosáhl v roce 2017. Ve věku 68 let se stal nejstarším členem parlamentu, který byl zvolen v roce 2019. Whitleyho kandidaturu podpořilo hnutí Momentum a několik odborů. Během izraelsko-palestinských střetů v roce 2021 podepsal spolu s dalšími 19 členy parlamentu dopis, v němž vyzval k uvalení sankcí na Izrael „za jeho opakované porušování mezinárodního práva“.
Dne 14. prosince 2021 rezignoval na svou funkci parlamentního soukromého tajemníka Eda Milibanda, aby vyjádřil nesouhlas a hlasoval proti povinnému očkování zaměstnanců NHS proti covid-19.
Dne 24. února 2022, po začátku ruské invaze na Ukrajinu, byl jedním z 11 labouristických členů parlamentu, kterým hrozilo, že přijdou o stranický whip poté, co podepsali prohlášení koalice, které zpochybňovalo legitimitu NATO a obviňovalo vojenskou alianci z „expanze na východ“. Všech 11 členů parlamentu následně své podpisy odvolalo.